# Avtobaza

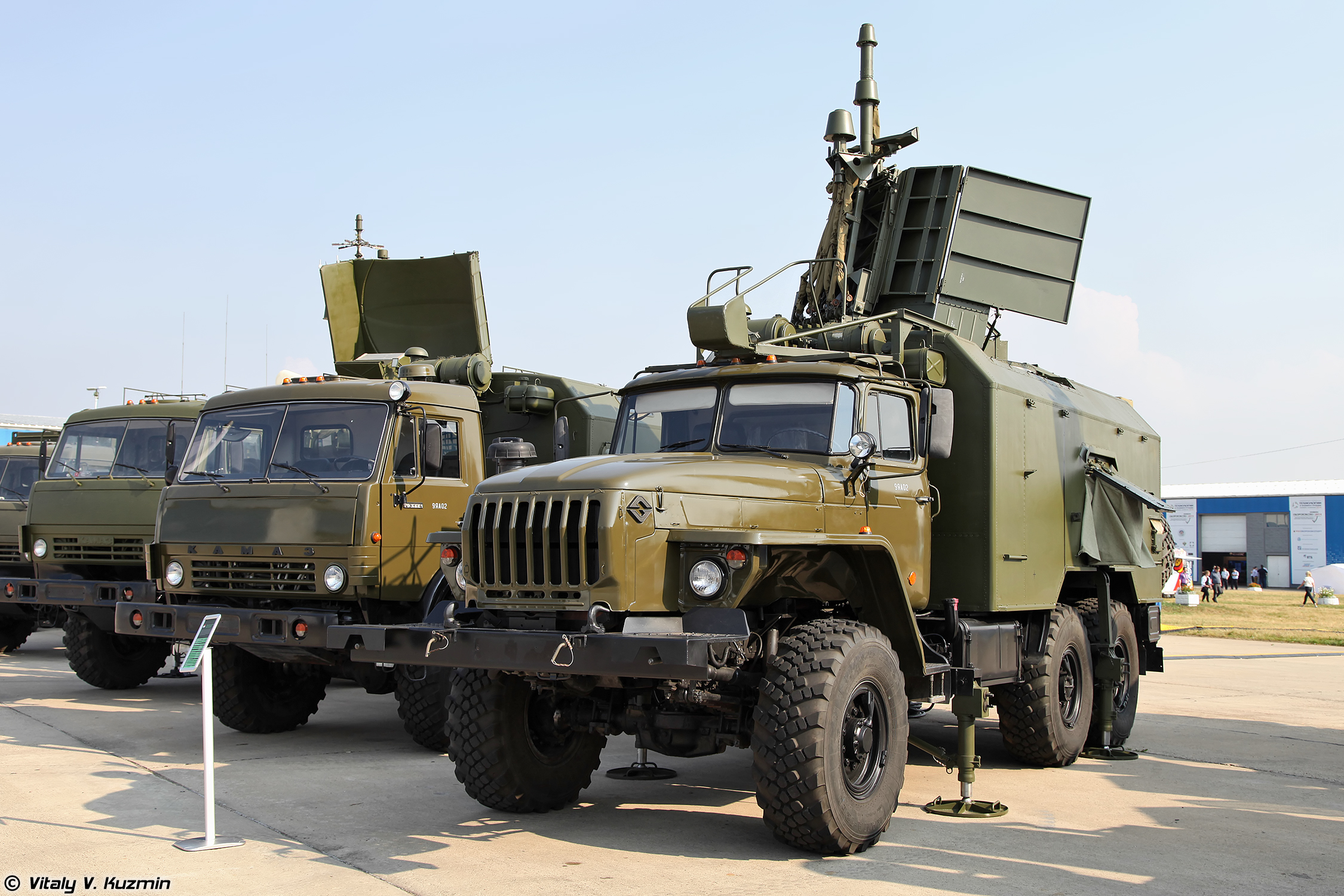
Avtobaza sur véhicule porteur Ural-4320

Avtobaza Kvant 1L222 Avtobaza est un dispositif de guerre électronique mobile russe introduit dans l'armée russe. Il a comme véhicule porteur le Ural-4320.

## Description
Il sert à la détection de radar à visée latérale, de radar de conduite de tir et de radar de contrôle de vol à basse altitude opérant sur des aéronefs ainsi qu'à fournir des données à un poste de brouillage radio de type 1L125M APUR. Il sert également à la détection d'avion furtif comme radar de contre-furtivité.